# 東儀祐二
東儀祐二（とうぎ ゆうじ、1928年5月11日 - 1985年4月12日）は、京都生まれのヴァイオリン奏者、指揮者、音楽教育者。

## 略歴
1946年、宮内省楽部卒業。1950年3月、京都市立堀川高等学校音楽科（現京都市立京都堀川音楽高等学校）を卒業し、同年4月、東京藝術大学音楽学部器楽科ヴァイオリン専攻に入学。1954年3月、同大学を卒業し、同年4月、東京フィルハーモニー交響楽団に入団し、1956年2月まで第2ヴァイオリン首席を務める。
以後、ソリスト、リサイタル、室内楽などの演奏活動をしながら、同年4月、相愛女子短期大学音楽科助手及び相愛学園子供の音楽教室実技、合奏担当となる。1958年、相愛女子大学設置に伴い、同大学専任講師となる。また、同年から没年まで、全日本学生音楽コンクールの審査員を務める。1959年、相愛オーケストラ第1回定期演奏会を指揮し、以後没年まで同オーケストラの指導、育成に当たる。1960年、相愛女子大学助教授に昇任するほか、福岡音楽学校ヴァイオリン教室講師、京都市立芸術大学音楽学部講師、京都市立堀川高校音楽科講師なども務める。1962年、パガニーニ国際コンクールを視察し、1963年、論文「欧米のヴァイオリン教育について」を著す。
1964年、日本弦楽指導者協会理事、同関西連合会副会長に就任。1968年、相愛大学教授に昇任、1971年から1977年まで、学校法人相愛学園理事・評議員を務める。1974年、大阪で開催された斎藤秀雄先生追悼演奏会で指揮を行う。
1975年、ロン＝ティボー国際コンクールにオブザーバーとして参加、グラスゴーで開催された国際ティーチングセミナーに参加し、論文「ロン・ティボーコンクールとグラスゴーのヴァイオリン教授法セミナー」を著す。また、1977年、グラスゴー国際ヴァイオリン・ティーチングセミナーに参加し、研究発表を行う。1978年、論文「ヴァイオリン教育に関する考察」を著す。1981年、相愛音楽教室室長、1982年、千里市民管弦楽団常任指揮者、1983年、日本音楽コンクール審査員などをそれぞれ務めた。